# Aurangzéb
Aurangzéb (3. listopadu 1618 – 3. března 1707, Dillí) byl šestý mughalský císař. Vládl v letech 1658–1707.

## Mládí a nástup na trůn
Aurangzéb se narodil jako třetí ze čtyř synů císaře Šáhdžahána a jeho manželky Mumtáz Máhal. Jako dítě byl neduživý a předpokládalo se, že nedožije dospělosti, proto mu otec věnoval menší pozornost než jeho bratrům. Z toho důvodu mezi Aurangzébem a jeho bratry, zejména prvorozeným a otcem preferovaným Dárou, vládly už od dětství napjaté vztahy. Později byl Aurangzéb jmenován místodržícím v Dakšinu, zatímco jeho bratři Šáh Šudža a Murád Bachš spravovali Bengálsko a Gudžárát. U otcova dvora žil pouze Dára, vychovávaný jako následník trůnu. Když roku 1657 Šáhdžahán onemocněl, Šáh Šudža a Aurangzéb proti němu povstali a Šáh Šudza dokonce zaćal v Bengálsku razit vlastní mince. Při otci zůstal pouze Dára, jemuž se podařilo sestavit armádu s pomocí evropských žoldnéřů. Aurangzéb však otce lstí zajal a uvěznil. poté podplatil důstojníky Dárovy armády. V rozhodující bitvě byl Dára roku 1658 poražen, uvězněn, mučen a o dva roky později na Aurangzébův příkaz sťat, jeho syn Sulajmán byl posléze Aurangzébem otráven. Nejmladší z bratrů Murád Bachš se stal Aurangzébovým spojencem proti Dárovi, po jeho porážce však byl Aurangzébem zajat, donucen k závislosti na opiu a roku 1661 zavražděn. Čtvrtý z bratrů Šáh Šudža uprchl před nájemnými vrahy do sousedního Arakánu na území dnešní Barmy.

## Vláda
Aurangzébova bezmála padesátiletá vláda byla silně poznamenána císařovou bezohledností a náboženským fanatismem. S pomocí obrovské armády se mu sice podařilo rozšířit hranice Mughalské říše na téměř celé území Indického subkontinentu kromě nejzazšího jihu, říše však byla značně nestabilní a téměř celá Aurangzébova vláda byla naplněna lokálními válkami a potlačováním povstání Rádžputů, Džátů, Sikhů, Paštúnů a především Maráthů, jejichž vůdce Šivádží vedl proti císařské armádě v letech 1666–1680 úspěšnou guerrilovou válku.
Výdaje na vydržování obrovitého vojska byly enormní a způsobily zbídačení venkovského obyvatelstva, znehodnocení měny a rapidní zhoršení ekonomiky říše. Protože se většina válek odehrávala na jihu a jihozápadě Indie, přesunul císař v pozdějším období své vlády hlavní město z Dillí do jižněji položeného Aurangabádu.

## Náboženská politika
Na rozdíl od svých tolerantních předchůdců se Aurangzéb upnul k islámské ortodoxii a snažil se v Indii zavést principy islámského práva šaríja, z toho důvodu zbavil nemuslimy všech významných funkcí ve správě, potlačoval jejich práva a roku 1679 uvalil na nemuslimy vysokou daň z hlavy, zrušenou o století dříve císařem Akbarem. V pozdějších letech své vlády poddaným dokonce zakázal hudbu, divadlo a tanec.  Kromě hinduistů pronásledoval také šíity a súfie, které pokládal za heretiky, ohrožující islámskou ortodoxii. Císařův příklon k ortodoxii bývá vysvětlován jako politický tah, jímž měl legitimizovat svůj krvavý nástup na trůn, protože svého otce a bratry označoval za heretiky, jež bylo v zájmu islámu nutno zničit.

## Osobní život
Aurangzéb žil skromně a asketicky, věnoval se lovu, zejména sokolnictví, a údajně jej bavilo vyšívání. Nebyl velkými příznivcem architektury ani malířství, z jeho doby se zachovalo jen málo architektonických památek a miniatur. Aurangzéb byl uzavřený a podezíravý muž, ve známost vstoupil hlavně pro svou takřka sadistickou krutost a bezohlednost. Každý, kdo se císaři znelíbil, včetně příslušníků jeho rodiny, byl krutým způsobem usmrcen. Aurangzébově zuřivosti padly za oběť dokonce i jeho sestra Raušanára a dcera Záb un-Nisá. Také dva ze svých synů nechal dlouhá léta věznit v krutých podmínkách.

## Konec vlády
Aurangzéb zemřel roku 1707 ve věku 87 let, poté co byl poražen Maráthy. Jeho nástupcem se stal prvorozený syn Bahádur Šáh I., v této době již skoro sedmdesátiletý stařec, jehož zdraví bylo podlomeno dlouhým vězněním. Za jeho pětileté vlády započal úpadek Mughalské říše.